# Eteoxipriota
L'eteoxipriota és una llengua extingida, no grega, pre-indouropea, de la qual s'han trobat inscripcions escrites amb el sil·labari xipriota a Xipre. El sil·labari xipriota seria un derivat de l'escriptura Lineal A, via la variant xipro-minoica anomenada Lineal C.
Aquesta llengua es devia parlar a Xipre durant l'edat del bronze, i es devia trobar sota pressió del grec arcadoxipriota des del segle X aC. Finalment es devia extingir cap al segle iv aC. Davant del misteri de les poques inscripcions conegudes, no hi ha cap certesa en l'atribució d'aquesta llengua a cap grup de llengües conegut, encara que diverses hipòtesis especulen sobre la possible relació amb l'eteocretenc, l'etrusc o el semític.
El nom eteoxipriota (‘xipriota original') és una nom creat i usat pels acadèmics moderns per a denominar les llengües anteriors al grec a l'illa de Xipre, anàleg a eteocretenc, que sí que és un nom clàssic, amb relació a les llengües anteriors al grec a Creta.

## Inscripció bilingüe d'Amathus

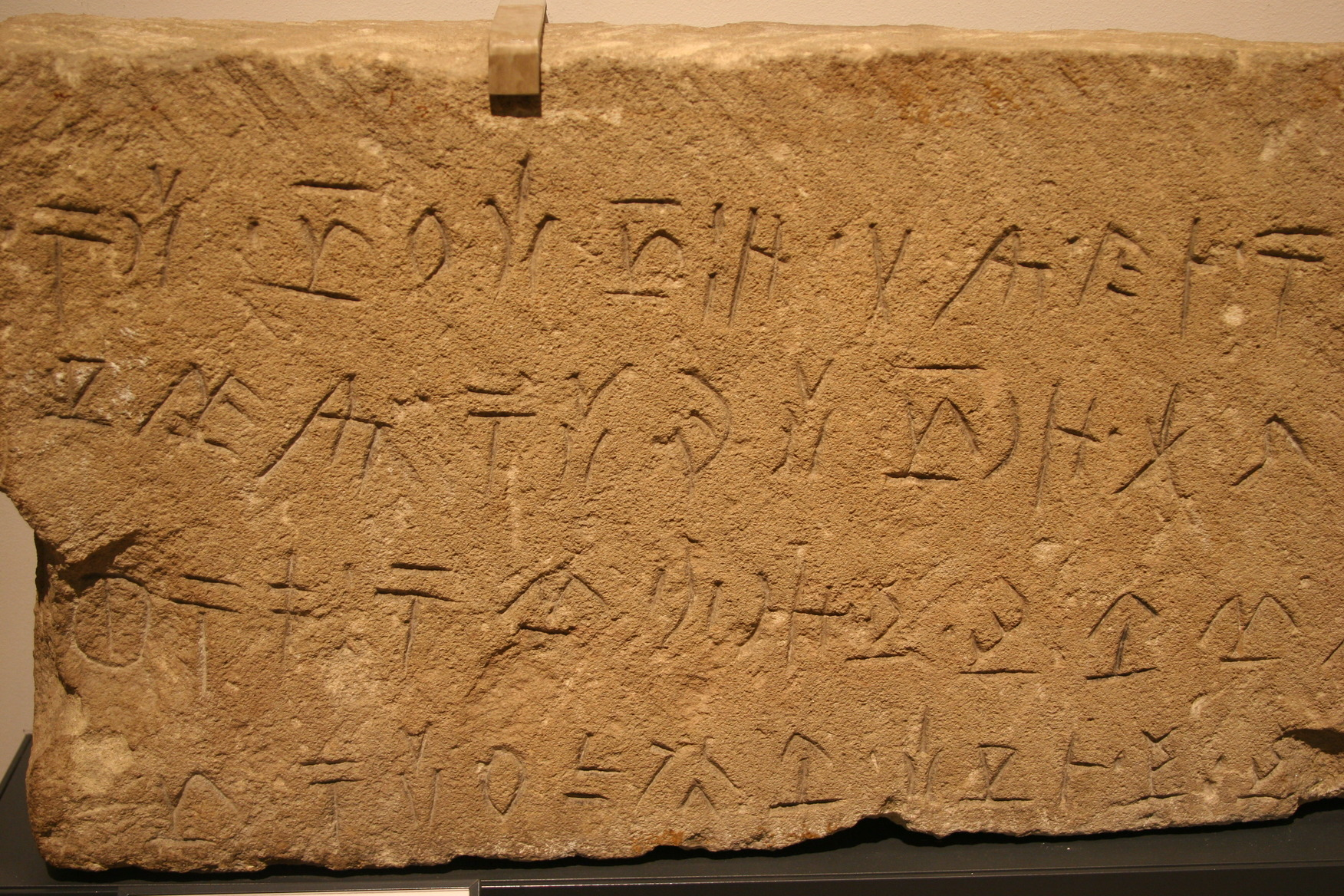
Inscripció eteoxipriota d'Amathus.

La inscripció eteoxipriota més coneguda és un text bilingüe epigrafiat sobre una placa de marbre negre trobada a l'acròpolis d'Amathus cap a 1913, i datada cap a finals del segle IV aC. El text està escrit tant en dialecte àtic com en eteoxipriota. El text eteoxipriota en sil·labari xipriota va de dreta a esquerra, mentre que el text grec escrit en majúscules gregues, va d'esquerra a dreta. Les línies següents reprodueixen el text eteoxipriota (de dreta a esquerra) al costat del text grec (d'esquerra a dreta):
Eteoxipriota:
1: a-na ma-to-ri u-mi-e-s[a]-i mu-ku-la-i la-sa-na a-ri-si-to-no-se a-ra-to-wa-na-ka-so-ko-o-se
2: ke-ra-ke-re-tu-lo-se ta-ka-na-[?-?]-so-ti a-lo ka-i-li-po-ti
Grec:
3: Η ПΟΛΙΣ Η АΜАΘΟΥΣΙΩΝ ΑΡΙΣΤΩΝΑ
4: ΑΡΙΣΤΩΝΑΚΤΟΣ ΕΥΠΑΤΡΙΔΗΝ
que correspon a l'ortografia del grec clàssic:
3: Ἡ πόλις ἡ Ἀμαθουσίων Ἀριστῶνα
4: 'Ἀριστώνακτος, εὐπατρίδην.
i la traducció aproximada del qual és:
La ciutat dels amatusians (honra) al noble Ariston (fill) d'Aristonax.